# Jersey City (voetbalclub)
Jersey City is een voormalige Amerikaanse voetbalclub uit Jersey City, New Jersey. De club werd opgericht in 1928 en na zeven wedstrijden weer opgeheven. De club speelde één seizoen in de American Soccer League. Hierin werd geen aansprekend resultaat behaald.